# Асхаб аль-филь
Асха́б аль-филь (араб. أصحاب الفيل‎ — владельцы слона) — войска эфиопских христиан во главе с Абраха аль-Ашрамом. Согласно преданиям, это событие произошло в год рождения пророка Мухаммада и этот год получил название «год слона». Упоминание об этой истории содержится в 105 суре Корана.

## История
В середине VI века христианский правитель Эфиопии Абраха воздвиг в Сане величественную церковь «аль-Куллейз» с целью отвратить арабов от почитания Каабы. Он рассчитывал, что арабы будут совершать паломничество к этой церкви, но те продолжали чтить Каабу. Тогда разгневанный Абраха решил разрушить Каабу и двинулся со своими войсками на Мекку. Для устрашения мекканцев в его войске была слониха огромных размеров. По этой причине год, в котором произошли эти события назвали годом «Слона», а сами события — «слоновыми».
Мекканцы не сумели организовать сопротивление армии Абрахи. Подойдя к городу, войска завладели стадом скота деда пророка Мухаммада — Абд аль-Мутталиба. Когда Абд аль-Муталлиб, который был лидером курайшитов, прибыл для переговоров к Абрахе, он увидел его решимость разрушить Каабу, вернулся и, вместе со всем населением, покинул город. Мекканцы расположились на горе.
Когда Абраха двинул войска в город на небе появилась стая чёрных птиц (абабиль), которая стала забрасывать их камнями. Согласно преданию, падающие камни вызывали на коже солдат язвы, которые углублялись и поражали их. Таким образом, войскам пришлось отступить. Среди погибших был и сам Абраха. Таким образом, Аллах спас от уничтожения Каабу и Мекку.
Считается, что год «слона» приходится на 570 год.